# Chuck Mrazovich
Charles Mrazovich, detto Chuck (Ambridge, 26 febbraio 1924 – Hialeah, 8 novembre 2020), è stato un cestista e allenatore di pallacanestro statunitense, professionista nella NBA, nella NPBL e nella ABL.

## Carriera
Venne selezionato dagli Indianapolis Olympians al terzo giro del Draft NBA 1950 (31ª scelta assoluta).